# Ibri
Ibri (en arabe : عبري) est une ville du Sultanat d'Oman située dans le Nord-Ouest du pays, au pied du Hajar occidental, dernière localité avant l'immensité désertique du Sud surnommée « le grand vide ».
Capitale de la région Ad Dhahirah, c'est une ville moderne, d'un peu plus de 100 000 habitants, dont les commerces attirent les habitants de la province, et notamment les tribus nomades, qui viennent s'y ravitailler.

## Tourisme
- Centres d'intérêt :
  - site naturel d'Al Sulaif (village fortifié abandonné)
  - tombes de Bat
- à 150 km : oasis-gouvernorat de Buraimi.

## Transports
- Avion : Ibri est doté d'un aéroport (Code OACI : OOII).
- Bus : ONTC
- Voiture : Mascate-Nizwa-Ibri en 300 km.